# Mamen Sánchez (escritora)
Maria del Carmen Sánchez Pérez (Madrid, 1971), más conocida por su nombre artístico Mamen Sánchez, es una escritora y periodista española en lengua castellana.

## Biografía
Es hija de Eduardo Sánchez Junco, ingeniero agrónomo y periodista, que fue director y presidente de la revista ¡Hola!, y de la también periodista Mamen Pérez Villota. Asimismo, es nieta de los fundadores de la revista, el rondeño Antonio Sánchez Gómez y su esposa, la palentina Mercedes Junco Calderón.
Se licenció en Ciencias de la Información por la Universidad Complutense de Madrid y realizó cursos de doctorado en Historia y Literatura. Posteriormente cursó estudios en la Universidad de La Sorbona (literatura y civilización francesa), y de Literatura Inglesa en las universidades de Londres y Oxford.
Es directora adjunta de la revista que crearon sus abuelos: ¡Hola! y directora también de su edición mexicana.
En 2007 se publicó Gafas de sol para días de lluvia, una edición reducida a 200 ejemplares que pagó su marido, pero que el editor Carlos Pujol rescató para la desaparecida editorial El Andén, y con la que obtuvo un significativo éxito que la impulsó a seguir escribiendo. Tras varios libros publicados en la editorial Espasa, tanto en su sello infantil como en el de adultos, la editorial informaba de que su libro La felicidad es un té contigo había superado los 150.000 lectores.
Vive en Madrid, está casada y tiene cinco hijos.

## Libros publicados
- Gafas de sol para días de lluvia, 2007 (reeditado en 2010).
- La estrella de siete puntas, Espasa Infantil, 2008.
- La aventura en Tonantzin, Espasa Infantil, 2009 (continuación del anterior).
- El gran truco, Espasa infantil, 2011.
- Agua del limonero, Espasa 2010 y Booket, 2011.
- Juego de damas, Espasa, 2011; Booket, 2013.
- La felicidad es un té contigo, Espasa, 2013, Booket, 2014.
- Se prohíbe mantener afectos desmedidos en la puerta de la pensión, Espasa, 2014.[2]
- La flor y nata, Espasa, 2016.
- La hora de las mujeres sin reloj, Espasa, 2018.
- Costa Azul, Espasa, 2020.
- El año que Margarita se fue a París, Espasa, 2025.